# Leptophis ahaetulla
Leptophis ahaetulla, o culebra perico verde, es una especie de culebra que pertenece a la familia Colubridae.

## Distribución geográfica
Su área de distribución incluye América Central (sur de México, Belice, Guatemala, Honduras, El Salvador, Nicaragua, Costa Rica, Panamá), el Caribe (Trinidad y Tobago), y América del Sur (Colombia, Venezuela (incluyendo la isla de Margarita), Guayana, Brasil, Ecuador, El Perú, Bolivia, Paraguay, Uruguay, Argentina).

## Subespecies

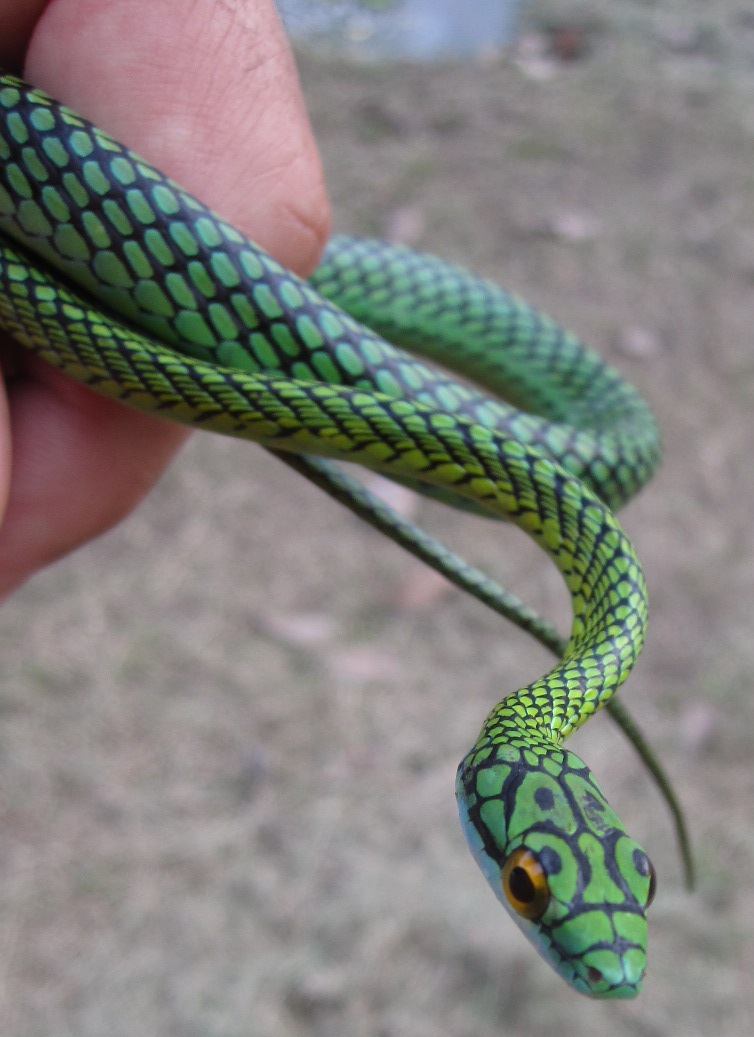
L. a. nigromarginatus cerca de Nauta, Perú, 2011

Se distinguen las siguientes subespecies:
- Leptophis ahaetulla ahaetulla (Linnaeus, 1758)
- Leptophis ahaetulla bocourti Boulenger, 1898
- Leptophis ahaetulla bolivianus Oliver, 1942
- Leptophis ahaetulla chocoensis Oliver, 1942
- Leptophis ahaetulla liocercus (Wied, 1824)
- Leptophis ahaetulla marginatus (Cope, 1862)
- Leptophis ahaetulla nigromarginatus (Günther, 1866)
- Leptophis ahaetulla occidentalis (Günther, 1859)
- Leptophis ahaetulla ortonii Cope, 1876
- Leptophis ahaetulla praestans (Cope, 1868)